# فرانس غال
إيزابيل جينفييف ماري آن «فرانس» غال (بالفرنسية: Isabelle Geneviève Marie Anne "France" Gall)‏ (مواليد 9 أكتوبر 1947 في باريس - الوفاة 7 يناير 2018)، هي مغنية فرنسية بدأت مسيرتها الفنية عام 1963. تعتبر واحدة من أكثر المغنيين شعبيةً في فرنسا. شكلت مع زوجها ميشال بيرجيه ثنائيًّا فنيًّا ناجحًا وكانت قد اشتهرت بالعديد من الأغاني منها «بوبيه دو سير بوبيه دو سون» و«إيل جويه دوبيانو دوبو». وكانت قد فازت بمسابقة الأغنية الأوروبية سنة 1965.

## وصلات خارجية
- الموقع الرسمي
- فرانس غال على موقع IMDb (الإنجليزية)
- فرانس غال على موقع روتن توميتوز (الإنجليزية)
- فرانس غال على موقع ألو سيني (الفرنسية)
- فرانس غال على موقع ميوزك برينز (الإنجليزية)
- فرانس غال على موقع تيرنر كلاسيك موفيز (الإنجليزية)
- فرانس غال على موقع أول موفي (الإنجليزية)
- فرانس غال على موقع أول ميوزيك (الإنجليزية)
- فرانس غال على موقع ديسكوغز (الإنجليزية)
- فرانس غال على موقع قاعدة بيانات الفيلم (الإنجليزية)